# Вила-Шан-ди-Са
Ви́ла-Шан-ди-Са (порт. Vila Chã de Sá) — населённый пункт и район в Португалии, входит в округ Визеу. Является составной частью муниципалитета  Визеу. По старому административному делению входил в провинцию Бейра-Алта. Входит в экономико-статистический  субрегион Дан-Лафойнш, который входит в Центральный регион. Население составляет 1798 человек на 2001 год. Занимает площадь 8,37 км².